# Nicole Roy-Arcelin
Pour les articles homonymes, voir Roy et Arcelin.
Nicole Roy-Arcelin (né le 12 octobre 1941) est une chanteuse, infirmière et ancienne femme politique fédérale du Québec.

## Biographie
Né à Chicoutimi au Saguenay-Lac-Saint-Jean, Nicole Roy-Arcelin devint député du Parti progressiste-conservateur en 1988 dans la circonscription fédérale d'Ahuntsic. Elle fut défaite par le bloquiste Michel Daviault lors des élections de 1993.  
Durant son passage à la Chambre des communes du Canada, elle fut secrétaire parlementaire du ministre des Travaux publics de 1990 à 1991, du ministre des Communications de 1991 à 1993 et du Secrétaire d'État du Canada en 1993.
Elle tenta à plusieurs reprises de redevenir députée mais fut toujours défaite, entre autres lors de l'élection partielle de 1996 dans Papineau derrière Pierre Pettigrew (libéral), en 1997 dans Ahuntsic derrière Eleni Bakopanos (libérale) et comme candidate du nouveau Parti conservateur du Canada dans LaSalle—Émard en 2004 derrière le premier ministre Paul Martin.
Elle fut aussi conseillère municipale de Montréal du district Jean-Rivard dans Villeray–Saint-Michel–Parc-Extension en 1998. Elle sera délogée en 2001 par le candidat du parti de Gérald Tremblay.